# Cordatella
Cordatella es un género de foraminífero bentónico de la familia Marginaridae, de la superfamilia Parathuramminoidea, del suborden Fusulinina y del orden Fusulinida. Su especie tipo es Parathurammina cordata. Su rango cronoestratigráfico abarca desde el Givetiense (Devónico medio) hasta el Fameniense (Devónico superior).

## Discusión
Clasificaciones más recientes incluirían Cordatella en el suborden Parathuramminina, del orden Parathuramminida, de la subclase Afusulinina y de la clase Fusulinata.

## Clasificación
Cordatella incluye a las siguientes especies:
- Cordatella cordata †
- Cordatella lipinae †
- Cordatella scitula †

En Cordatella se ha considerado el siguiente subgénero:
- Cordatella (Marginara), aceptado como género Marginara